# Orrice Abram Murdock, Jr.
Orrice Abram "Abe" Murdock, Jr. (Austin, 1893. július 18. – Bethesda, 1979. szeptember 15.) az Amerikai Egyesült Államok szenátora (Utah, 1941–1947).